# ニコライ・オジョギン
ニコライ・オジェギン（Nickolay Ozhegin 1971年5月4日 - ）はソビエト連邦（ソ連）チュメニ出身のソ連およびロシア連邦の柔道家。階級は60 kg級。身長160 cm。

## 人物
1990年の世界ジュニア選手権60 kg級ではソ連代表で出場して優勝を飾った。1995年の世界選手権ではロシア代表で出場し、準決勝で前大会チャンピオンの園田隆二から肩車で有効を取って破ると、決勝でもゲオルギ・ワザガシビリを判定で下して優勝を果たした。しかし、翌年のアトランタオリンピックでは3回戦で野村忠宏と対戦して、先に袖釣込腰と肩車で有効2つを取るものの、終了20秒ほど前に袖釣込腰で技ありを取られて逆転負けを喫した。その後の3位決定戦でも敗れて5位にとどまりメダルを獲得できずに終わった。

## 主な戦績
- 1990年 - 世界ジュニア　優勝
- 1990年 - ヨーロッパジュニア　2位
- 1993年 - ロシア国際　2位
- 1993年 - ドイツ国際　3位
- 1994年 - グッドウィル・ゲームズ　3位
- 1995年 - ロシア国際　優勝
- 1995年 - 世界選手権　優勝
- 1996年 - ロシア国際　優勝
- 1996年 - アトランタオリンピック　5位
- 1997年 - 世界選手権　7位
- 1998年 - ロシア国際　優勝
- 1998年 - ハンガリー国際　3位